# Trương Di Ninh
Trương Di Ninh (张怡宁, Zhang Yining, sinh ngày 5 tháng 10 năm 1982 tại Bắc Kinh) là một nữ vận động viên bóng bàn Trung Quốc. Chị học bóng bàn từ năm sáu tuổi và gia nhập đội tuyển quốc gia năm 1993. Theo bảng xếp hạng hiện tại của ITTF, chị xếp hạng 1 thế giới. Tại Thế vận hội Mùa hè 2008 tổ chức tại quê nhà Trung Quốc, Trương có vinh dự đọc lời tuyên thệ của vận động viên.

## Thông tin cá nhân
- Chiều cao: 1,68 m
- Cân nặng: 52 kg
- Nơi sinh: Bắc Kinh

## Thành tích
- - Giải vô địch bóng bàn thế giới lần thứ 45 (1999) Huy chương bạc đơn nữ
  - Giải vô địch bóng bàn thế giới lần thứ 45 (2000) Vàng đồng đội nữ
  - Vòng chung kết ITTF Pro Tour lần thứ 5 (2000) Vàng đơn nữ
  - Cúp bóng bàn thế giới lần thứ 5 (2001) Huy chương vàng đơn nữ
  - Giải vô địch bóng bàn thế giới lần thứ 46 (2001) Vàng đồng đội nữ
  - Cúp bóng bàn thế giới lần thứ 6 (2002) Huy chương vàng đơn nữ
  - Vòng chung kết ITTF Pro Tour lần thứ 7 (2002) Vàng đơn nữ
  - Giải vô địch bóng bàn thế giới lần thứ 47 (2003) Bạc đơn nữ, Vàng đôi nữ
  - Giải vô địch bóng bàn thế giới lần thứ 47 (2004) Vàng đồng đội nữ
  - Thế vận hội Olympic lần thứ 28 (2004) Bóng bàn Vàng đơn nữ, Vàng đôi nữ
  - Cúp bóng bàn thế giới lần thứ 8 (2004) Huy chương vàng đơn nữ
  - Giải vô địch bóng bàn thế giới lần thứ 48 (2005) Vàng đơn nữ, Vàng đôi nữ
  - Đại hội thể thao toàn quốc Trung Quốc lần thứ 10 (2005) Vàng đồng đội nữ, Vàng đơn nữ
  - Cúp bóng bàn thế giới lần thứ 9 (2005) Huy chương vàng đơn nữ
  - Vòng chung kết ITTF Pro Tour lần thứ 10 (2005) Vàng đơn nữ
  - Giải vô địch bóng bàn thế giới lần thứ 48 (2006) Vàng đồng đội nữ
  - Vòng chung kết ITTF Pro Tour lần thứ 11 (2006) Vàng đơn nữ
  - Giải vô địch bóng bàn thế giới lần thứ 49 (2007) Vàng đôi nữ
  - Cúp bóng bàn thế giới lần thứ 11 (2007) Vàng đồng đội nữ
  - Giải vô địch bóng bàn thế giới lần thứ 49 (2008) Vàng đồng đội nữ
  - Thế vận hội Olympic lần thứ 29 (2008) Bóng bàn Vàng đơn nữ, Vàng đồng đội nữ
  - Giải vô địch bóng bàn thế giới lần thứ 50 (2009) Huy chương vàng đơn nữ